# دوين مان
دوين مان (بالإنجليزية: Duane Mann)‏ هو لاعب دوري الرغبي نيوزيلندي، ولد في 28 يونيو 1965.